# Curiel de Duero
Curiel de Duero és un municipi de la província de Valladolid a la comunitat autònoma espanyola de Castella i Lleó.

## Demografia
| 1991 | 1996 | 2001 | 2004 |
| ---- | ---- | ---- | ---- |
| 178  | 135  | 126  | 98   |

## Fills il·lustres
- Laureano Miguel Navarro e Ibarra, compositor musical.